# Personnalité encline à l'imagination
La personnalité encline à l'imagination (anglais : fantasy-prone personality) a été définie par Wilson & Barber au début des années 1980, en travaillant sur des sujets très faciles à hypnotiser. Ils ont remarqué que ces sujets faciles à hypnotiser rapportaient en moyenne beaucoup plus d'expériences inhabituelles que des sujets ordinaires.
Les personnes ayant une personnalité encline à l'imagination ont un investissement important dans leur vie imaginaire, et tendance à la projeter dans la réalité extérieure. Cependant, cette structure de personnalité n'est pas pathologique, ces personnes n'en souffrant pas et ayant une bonne intégration sociale.
La personnalité encline à l'imagination est un sujet qui a été étudié dans son implication dans le domaine de l'ufologie, en décrivant les traits de personnalité qui prédisposent un individu prétendant témoigner avoir vu un ovni.

## Caractéristiques
La personnalité encline à l'imagination est corrélée avec la schizotypie, au point que certains auteurs [Qui ?] se demandent si les deux types de personnalité sont vraiment distincts l'un de l'autre.[réf. nécessaire]
Des études ultérieures démontrent un certain biais méthodologique dans l'étude de la capacité à être hypnotisé et réfutent le caractère pathologique de ce type de personnalité.
Les sceptiques suggèrent parfois que parmi ceux qu'ils surnomment les vrais croyants, il y aurait en moyenne un pourcentage plus important de personnalités enclines à l'imagination que dans la population générale.[réf. nécessaire]
Les caractéristiques de la personnalité encline à l'imagination sont les suivantes : 
1. le sujet passe le plus clair de son temps d’éveil à imaginer,
2. il a la capacité d'halluciner des objets et d’éprouver pleinement ce qu’il imagine « aussi réel que le réel »,
3. il rapporte des « vécus » tels que des expériences de voyances ou de sorties hors du corps,
4. il a du mal à différencier les événements imaginaires des événements réels,
5. mais il possède cependant une conscience sociale qui fait qu’il garde sa vie imaginaire plutôt secrète.

Les sujets rapporteraient aussi plus facilement des rêves extrêmement vivaces, voire des expériences de paralysie du sommeil : ce faisant, ils pourraient en conséquence avoir plus facilement des confusions de sources.

## Applications dans le cadre du phénomèneovni
Dans le cadre du phénomène ovni, les sceptiques et les démystificateurs considèrent qu'un nombre non négligeable d'enlèvements par les extraterrestres s'expliquerait par le fait que les sujets qui témoignent ont une personnalité encline à l'imagination. Deux exemples célèbres en ufologie de personnalité encline à l'imagination seraient Betty Hill et Whitley Strieber (lire également modèle sociopsychologique du phénomène ovni).
Selon le philosophe allemand Günter Frings les personnalités enclines à l'imagination seraient de nature pathologique et se retrouveraient essentiellement chez les individus ayant eu une enfance difficile. Il évoque notamment à titre d'exemple le fait que Whitley Strieber avait été battu par ses parents lors de son enfance  .